# (10663) Schwarzwald
(10663) Schwarzwald ist ein Asteroid des äußeren Hauptgürtels, der am 29. September 1973 von dem niederländischen Astronomenehepaar Cornelis Johannes van Houten und Ingrid van Houten-Groeneveld entdeckt wurde. Die Entdeckung geschah im Rahmen der 2. Trojaner-Durchmusterung, bei der von Tom Gehrels mit dem 120-cm-Oschin-Schmidt-Teleskop des Palomar-Observatoriums aufgenommene Feldplatten an der Universität Leiden durchmustert wurden, 13 Jahre nach Beginn des Palomar-Leiden-Surveys.
Der Asteroid gehört der Themis-Familie an, einer Gruppe von Asteroiden, die nach (24) Themis benannt wurde.
Der mittlere Durchmesser von (10663) Schwarzwald wurde mit 8,894 (±0,080) km berechnet, die Albedo mit 0,089 (±0,012).
Der Asteroid wurde am 1. Mai 2003 nach dem Mittelgebirge Schwarzwald benannt.